# Perwang am Grabensee
Perwang am Grabensee è un comune austriaco di 1 118 abitanti nel distretto di Braunau am Inn, in Alta Austria.

## Altri progetti

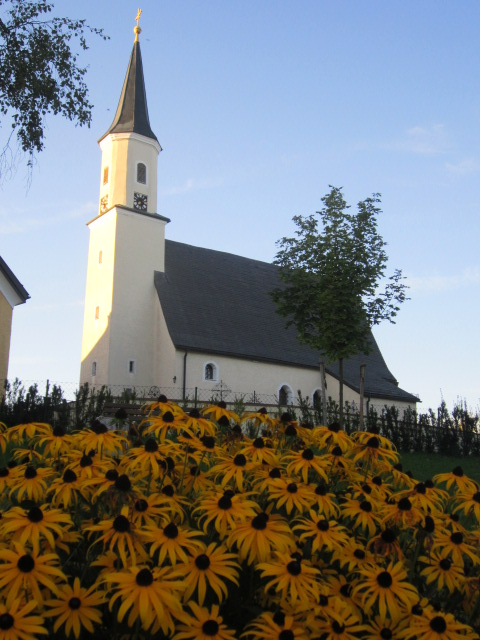
La chiesa parrocchiale di San Giovanni Battista